# Decoradrillia
Decoradrillia is een geslacht van weekdieren uit de klasse van de Gastropoda (slakken).

## Soorten
- Decoradrillia colorea Fallon, 2016
- Decoradrillia festiva Fallon, 2016
- Decoradrillia harlequina Fallon, 2016
- Decoradrillia interstincta Fallon, 2016
- Decoradrillia pulchella (Reeve, 1845)